# Péninsule du Bear
La péninsule du Bear est une péninsule d'Antarctique occidental située sur la côte de Walgreen, en terre Marie Byrd. Longue de 80 km et large de 40 km, elle est entièrement recouverte de glace, hormis quelques rochers côtiers. Située à 48 km à l'est de la péninsule de Martin, elle marque la limite orientale de la barrière de Dotson. Elle a été baptisée en l'honneur de l'USS Bear, navire d'exploration de l'United States Antarctic Program.